# Muricy Ramalho
Pour les articles homonymes, voir Ramalho.
Muricy Ramalho, né le 30 novembre 1955 à São Paulo, est un footballeur devenu ensuite entraîneur. 
Bon joueur, il a failli participer avec le Brésil à la Coupe du monde 1978. Reconverti entraîneur; il s'est notamment illustré avec le São Paulo FC avec lequel il a remporté le Championnat du Brésil à trois reprises (2006, 2007,2008). Il a aussi gagné le championnat du Brésil avec Fluminense FC en 2010.

## Biographie

### Footballeur
Durant sa carrière sportive en tant que joueur, il était l'un des milieux du São Paulo FC dans les années 1970, il y dispute sous ces couleurs 177 matchs (pour 26 buts). 
Il évolue ensuite dans le club mexicain du CF Puebla entre 1978 jusqu'à sa retraite de joueur en 1985. 
Entre-temps, il fait partie des postulants pour disputer la Coupe du monde 1978 avec le Brésil mais une blessure à la cheville ne lui permet pas d'y prendre part. Il décide ensuite de devenir entraîneur.

### Entraîneur
Il fait son apprentissage en tant qu'assistant de Telê Santana au début des années 1990 au São Paulo FC. 
Il commence sa carrière d'entraîneur au Mexique dans le club où il évoluait en tant que joueur au CF Puebla à partir de 1993. Après cette expérience, il est amené à entraîner plusieurs clubs brésiliens (São Paulo FC, Botafogo-SP ou SC Internacional) et chinois (Shanghai Shenhua avec lequel il remporte une Coupe de Chine en 1998). Au São Paulo, il remporte la défunte Coupe CONMEBOL en 1994, il reçoit alors au sein de ce club le surnom « Expressinho », il permet de faire la découverte alors de futurs joueurs internationaux tels que Denilson ou Rogério Ceni. 
Il refait son retour dans ce club en 2006, durant les trois premières années, il parvient à remporter trois Championnats du Brésil (2006, 2007 et 2008). Il y retrouve Rogério Ceni et manage des joueurs sélectionnés en équipe nationale tels que Dagoberto, Aloísio, Fábio dos Santos, Hernanes, Neicer Reasco, Alex Silva, Júnior, Miranda, Washington ou Eduardo Costa.

### Palmarès
Joueur
- 1 Championnat brésilien : 1977 São Paulo FC
- 1 Championnat mexicain : 1983 Puebla

Entraîneur :
- 1 Copa Libertadores da América : 2011 Santos FC
- 4 Championnats brésiliens : 2006-2007-2008 São Paulo FC, 2010 Fluminense
- 1 Coupe CONMEBOL : 1994 São Paulo FC
- 1 Coupe de Chine : 1998 Shanghai Shenhua
- 4 fois meilleur entraîneur du championnat brésilien : 2005-2006-2007-2008